# ایستگاه مونت دنیس
ایستگاه مونت دنیس (انگلیسی: Mount Dennis station) یک پایانه حمل و نقل بین وجهی در حال ساخت در تورنتو، انتاریو، کانادا است.